# Benjamin Farrington
Benjamin Farrington (Cork 1891-1974) was een Iers professor van de klassieken en een wetenschapshistoricus. Hij schreef verschillende boeken over de ontwikkeling van de wetenschappelijke gedachtegoed in de Westerse cultuur, met de nadruk op de bijdrage hierin van de Griekse filosofen en Francis Bacon.
Farrington studeerde aan de University College in Cork en aan het Trinity College in Dublin rond de Eerste Wereldoorlog. Hij gaf les in de klassieken in Belfast, was vijftien jaar lector aan de universiteit van Kaapstad, vervolgens enkele jaren aan de universiteit van Bristol en sinds 1936 hoogleraar aan de Universiteit van Swansea in Wales. In 1961 ging hij met emeritaat.
Farrington raakte in de jaren veertig betrokken bij het socialisme. Bekend geworden is zijn pamflet "The Challenge of Socialism" uit 1946, waarin hij een wetenschappelijke basis voor het socialisme beschreef.

## Publicaties
- 1936. Science in Antiquity.
- 1939. Science and Politics in the Ancient World.
- 1944. Greek Science: Its Meaning for Us; Part I.
- 1947. Head and Hand in Ancient Greece: Four Studies in the Social Relations of Thought.
- 1953. Greek Science: Its Meaning for Us; Part II.
- 1951. Francis Bacon, Philosopher of Industrial Science.
- 1963. Francis Bacon, Pioneer of Planned Science.
- 1967. The Philosophy of Francis Bacon.
- 1965. Lucretius. Editor.
- 1966. What Darwin Really Said.
- 1967. The Faith of Epicurus.
- 1970. The Philosophy of Francis Bacon: An essay on its development from 1603 to 1609, with new translations of fundamental texts.
- 1974. Samuel Butler and the Odyssey.